# Левченківська сільська рада
Ле́вченківська сільська́ ра́да — адміністративно-територіальна одиниця та орган місцевого самоврядування у Драбівському районі Черкаської області. Адміністративний центр — село Левченкове.

## Загальні відомості
- Населення ради: 802 особи (станом на 2001 рік)

## Населені пункти
Сільській раді підпорядковані населені пункти:
- с. Левченкове
- с. Тополі

## Склад ради
Рада складалася з 12 депутатів та голови.
- Голова ради: Ткач Володимир Григорович
- Секретар ради: Богославець Надія Василівна

### Керівний склад попередніх скликань
| Прізвище, ім'я, по батькові | Основні відомості                                                                       | Дата обрання | Дата звільнення |
| --------------------------- | --------------------------------------------------------------------------------------- | ------------ | --------------- |
| Плетінь Петро Миколайович   | Сільський голова, 1951 року народження, член Народної партії                            | 26.03.2006   | 31.10.2010      |
| Ткач Володимир Григорович   | Сільський голова, 1966 року народження, освіта середня спеціальна, член Партії регіонів | 31.10.2010   |                 |

Примітка: таблиця складена за даними сайту Верховної Ради України

### Депутати
За результатами місцевих виборів 2010 року:
- Кількість мандатів: 12
- Кількість мандатів, отриманих за результатами виборів: 11
- Кількість мандатів, що залишаються вакантними: 1

#### За суб'єктами висування
| Суб'єкт висування                                       | Кількість обраних депутатів | %    |
| ------------------------------------------------------- | --------------------------- | ---- |
| Політична партія Всеукраїнське об'єднання «Батьківщина» | 6                           | 54,5 |
| Самовисування                                           | 3                           | 27,3 |
| Народна партія                                          | 1                           | 9,1  |
| Соціал-демократична партія України                      | 1                           | 9,1  |

#### За округами
| № округу                                                | Прізвище, ім'я, по батькові     | Дата визнання обраним | Освіта  | Партійна приналежність                        | Відомості про обраного депутата             |
| ------------------------------------------------------- | ------------------------------- | --------------------- | ------- | --------------------------------------------- | ------------------------------------------- |
| Народна Партія                                          |                                 |                       |         |                                               |                                             |
| 3                                                       | Богославець Надія Василівна     | 01.11.2010            | вища    | член Народної партії                          | Левченківська сільська рада, секретарь      |
| Політична партія Всеукраїнське об'єднання «Батьківщина» |                                 |                       |         |                                               |                                             |
| 1                                                       | Бут Олена Іванівна              | 01.11.2010            | вища    | позапартійна                                  | Драбів агропостач, продавець                |
| 2                                                       | Левченко Юрій Олександрович     | 01.11.2010            | середня | позапартійний                                 | ОСГ                                         |
| 4                                                       | Левченко Анатолій Олександрович | 01.11.2010            | вища    | позапартійний                                 | Левченківський НВК, вчитель                 |
| 5                                                       | Скиба Галина Володимирівна      | 01.11.2010            | вища    | член Всеукраїнського об'єднання «Батьківщина» | ДРТЦ, соціальний працівник                  |
| 9                                                       | Дяченко Юрій Григорович         | 01.11.2010            | вища    | позапартійний                                 | Топільський ФП, завідувач                   |
| 11                                                      | Черненко Любов Олексіївна       | 01.11.2010            | вища    | позапартійна                                  | СТОВ Агрофірма «Хлібороб», бухгалтер        |
| Соціал-демократична партія України                      |                                 |                       |         |                                               |                                             |
| 8                                                       | Лукашук Ірина В'ячеславівна     | 01.11.2010            | вища    | позапартійна                                  | СТОВ «Хлібороб», робітник                   |
| Самовисування                                           |                                 |                       |         |                                               |                                             |
| 6                                                       | Опанасенко Микола Васильович    | 01.11.2010            | вища    | член Партії регіонів                          | тимчасово не працює                         |
| 10                                                      | Пащенко Михайло Петрович        | 01.11.2010            | середня | член Партії регіонів                          | ОСГ                                         |
| 12                                                      | Бублик Валентина Михайлівна     | 01.11.2010            | вища    | член Партії регіонів                          | Левченківська сільська рада, землевпорядник |